# ألبرت إم. كول
ألبرت إم. كول هو محامي وسياسي أمريكي، ولد في 13 أكتوبر 1901 في موبرلي في الولايات المتحدة، وتوفي في 5 يونيو 1994 في واشنطن العاصمة في الولايات المتحدة. نشط حزبياً في الحزب الجمهوري.

## مناصب
- انتخب مسؤول (مارس 1953 – يناير 1959).
- انتخب رئيس (1931 – 1943).
- انتخب مدعٍ عام لمقاطعة [الإنجليزية]‏ (1927 – 1931).
- انتخب عضو مجلس ولاية كانساس ‏ (1941 – 1945).
- انتخب عضو مجلس النواب الأمريكي.